# Estadi Major Antônio Couto Pereira
L'Estadio Major Antônio Couto Pereira és un estadi de futbol propietat del Coritiba Foot Ball Club situat a Curitiba. La seva capacitat és per a 40,502 espectadors.